# Etheostoma microlepidum
Etheostoma microlepidum är en fiskart som beskrevs av Edward C. Raney och Zorach, 1967. Etheostoma microlepidum ingår i släktet Etheostoma och familjen abborrfiskar. Inga underarter finns listade i Catalogue of Life.